# Azerbaijão nos Jogos Olímpicos de Verão de 2020
O Azerbaijão está representado nos Jogos Olímpicos de Verão de 2020 por um total de 44 desportistas, 28 homens e 16 mulheres, que competem em 14 desportos. O responsável pela equipa olímpica é o Comité Olímpico Nacional do Azerbaijão, bem como as federações desportivas nacionais da cada desporto com participação.
Os portadores da bandeira na cerimónia de abertura foram o judoca Rüstəm Orucov e a praticante de taekwondo Farida Azizova.

## Medalhistas
A equipa olímpica azerbaijano obteve as seguintes medalhas:
| Nome             | Desporto          | Competição           |
| ---------------- | ----------------- | -------------------- |
| Ouro             |                   |                      |
| —                |                   |                      |
| Prata            |                   |                      |
| İrina Zaretska   | Caratê            | +61 kg F             |
| Rafael Ağayev    | Caratê            | 75 kg M              |
| Hacı Əliyev      | Luta livre        | 65 kg M              |
| Bronze           |                   |                      |
| Loren Alfonso    | Boxe              | Semipesado (81 kg) M |
| Rafiq Hüseynov   | Luta grecorromana | 77 kg M              |
| Mariya Stadnik   | Luta livre        | 50 kg F              |
| Iryna Kindzerska | Judô              | +78 kg F             |